# Towar handlowy
Towar handlowy – wyrób przeznaczony do sprzedaży w stanie nieprzerobionym. 
Towarami handlowymi są również produkty uboczne uzyskiwane przy prowadzeniu działów specjalnych produkcji rolnej.